# Битва при Каліші (1706)

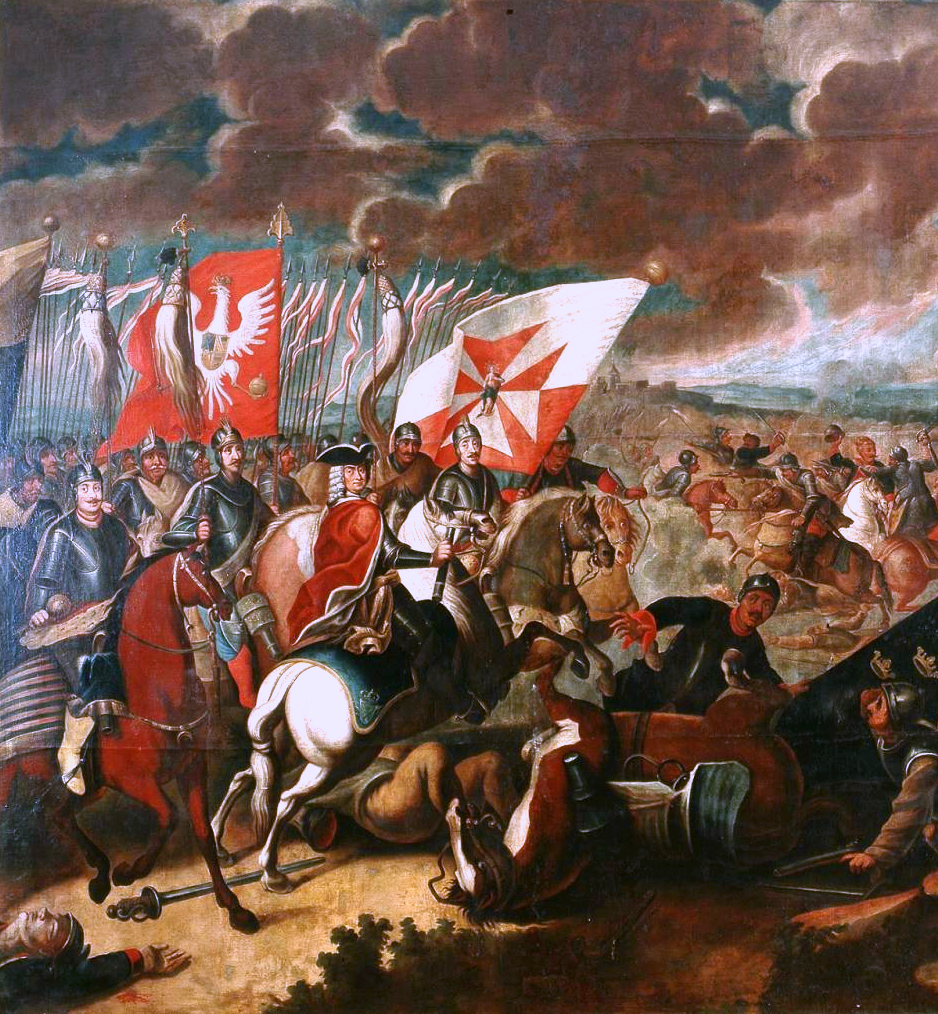

Битва при Каліші — битва Великої Північної війни та Громадянської війни в Польщі, відбулося 18 (29) жовтня 1706 року поблизу міста Каліш у Польщі між московсько-польсько-саксонським військом під командуванням князя Олександра Меншикова і польського короля Августа II з польсько-шведським військом під командуванням генерала Арвіда Марденфельда.

## Хід битви
Генерал Арвід Марденфельд з своїми силами (4300 шведів, близько 9 тис. поляків) зайняв сильну позицію за заболоченою річкою Просною, яка мала убезпечити від можливості оточення переважаючими силами Меншикова. Шведська кіннота та кіннота Варшавських конфедератів були розставлені упереміж з піхотою, фланги прикривала польська важка кіннота.
Меншиков вишикував свої сили (близько 6 тис. саксонців, 20 тис. московитів, 10 тис. поляків) в три лінії, поставивши піхоту московитів і німців в центрі, 80 ескадронів драгунів на правому фланзі і 42 ескадрони саксонців — на лівому. Сандомирські конфедерати зайняли третю лінію.
Битва почалася пополудні. Польська кіннота не витримала атаки драгунів і відступила, але шведська піхота вишикувалася в каре і не тільки відбила атаки кавалерії московитів, але й, змішавши стрій московитів, дозволила власній кінноті перейти в наступ. Захопившись атакою, шведська кавалерія залишила без прикриття свою піхоту. Маючи чисельну перевагу, Меншиков кинув проти шведської піхоти драгунів. Після тригодинної сутички шведи зазнали нищівної поразки. У критичний момент союзні шведам сили Варшавських конфедератів покинули поле бою.
Генерал Марденфельд потрапив у полон.
Перемога московсько-польсько-саксонських військ виявилася нетривалою: невдовзі перед битвою Август II підписав сепаратний Альтранштадський мир.